# Lisa Zaiser
Lisa Zaiser (Ferndorf, 23 de agosto de 1994) es una deportista austríaca que compitió en natación. Ganó una medalla de bronce en el Campeonato Europeo de Natación de 2014, en la prueba de 200 m estilos.

## Palmarés internacional
| Campeonato Europeo | Campeonato Europeo | Campeonato Europeo | Campeonato Europeo |
| Año                | Lugar              | Medalla            | Prueba             |
| ------------------ | ------------------ | ------------------ | ------------------ |
| 2014               | Berlín (Alemania)  | Medalla de bronce  | 200 m estilos      |